# Église San Giovanni in Bragora
L'église San Giovanni in Bràgora est une église catholique de Venise, en Italie.

## Localisation
L'église San Giovanni in Bragora est située dans le sestiere de Castello dans la Contrada San Zuane in Bragora.  La façade donne sur le campo Bandiera e Moro, et son flanc sud sur le Campiello del Piovan.

## Historique
Sa fondation remonte en l'an 829. La légende veut que San Magno, évêque d'Oderzo, qui avait fui l'invasion des Lombards (639), avait vu en rêve Dieu lui-même et que ce dernier lui avait donné l'ordre de construire huit églises, dont deux sont nommées d'après saint Jean et une San Zaccaria. Le tout premier écrit qui mentionne cette église date de 1090, avec paraphe du prêtre Andrea Martinaci.
Elle a été reconstruite au IXe siècle sous le doge Pietro III Candiano, pour accueillir des reliques présumées de Saint Jean-Baptiste, et à nouveau en 1178. Une chapelle latérale y accueille aussi depuis 1249 les précieuses reliques de saint Jean élémosinaire.
Quand Pietro Barbo, succédant au pape Pie II est devenu pape sous le nom de Paul II (1464), l'église qui l'avait baptisé a été restaurée dans le style gothique tardif, sous la forme que nous connaissons aujourd'hui. Le travail a duré trente ans, de 1475 à 1505. C'est à cette date quelle a été consacrée, comme le montre la date à l'avant, sur le linteau de la porte d'entrée.
Le pape Paul II en 1417 puis Antonio Vivaldi en 1678, y ont été baptisés. 
Dans une chapelle de l'église, le corps intact de saint Jean le Miséricordieux y est vénéré.
Une distribution de reliques de la vénérable Serafina Gregoris y a été organisée en 2012.

## Description

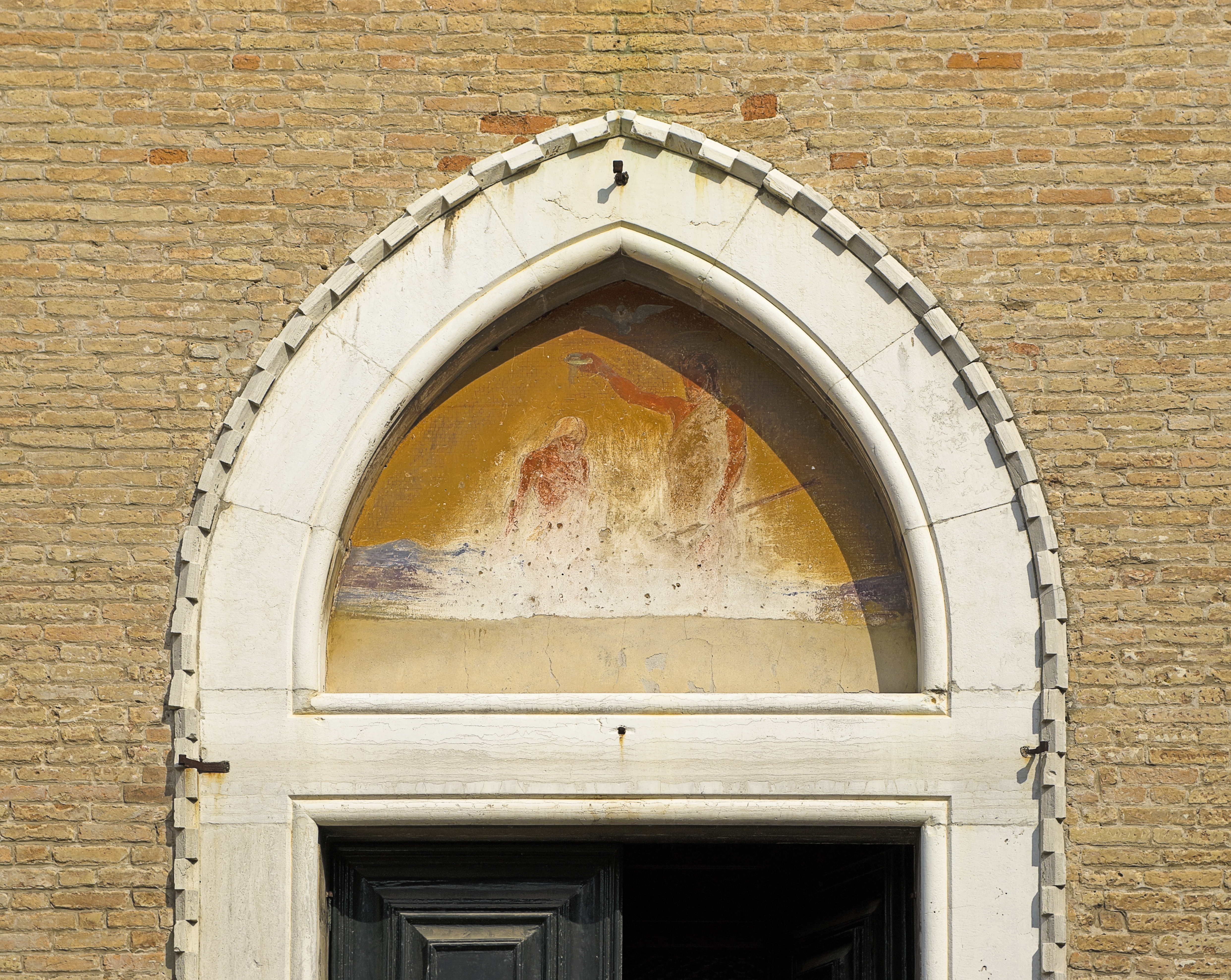
Particularité du tympan de la porte d'entrée
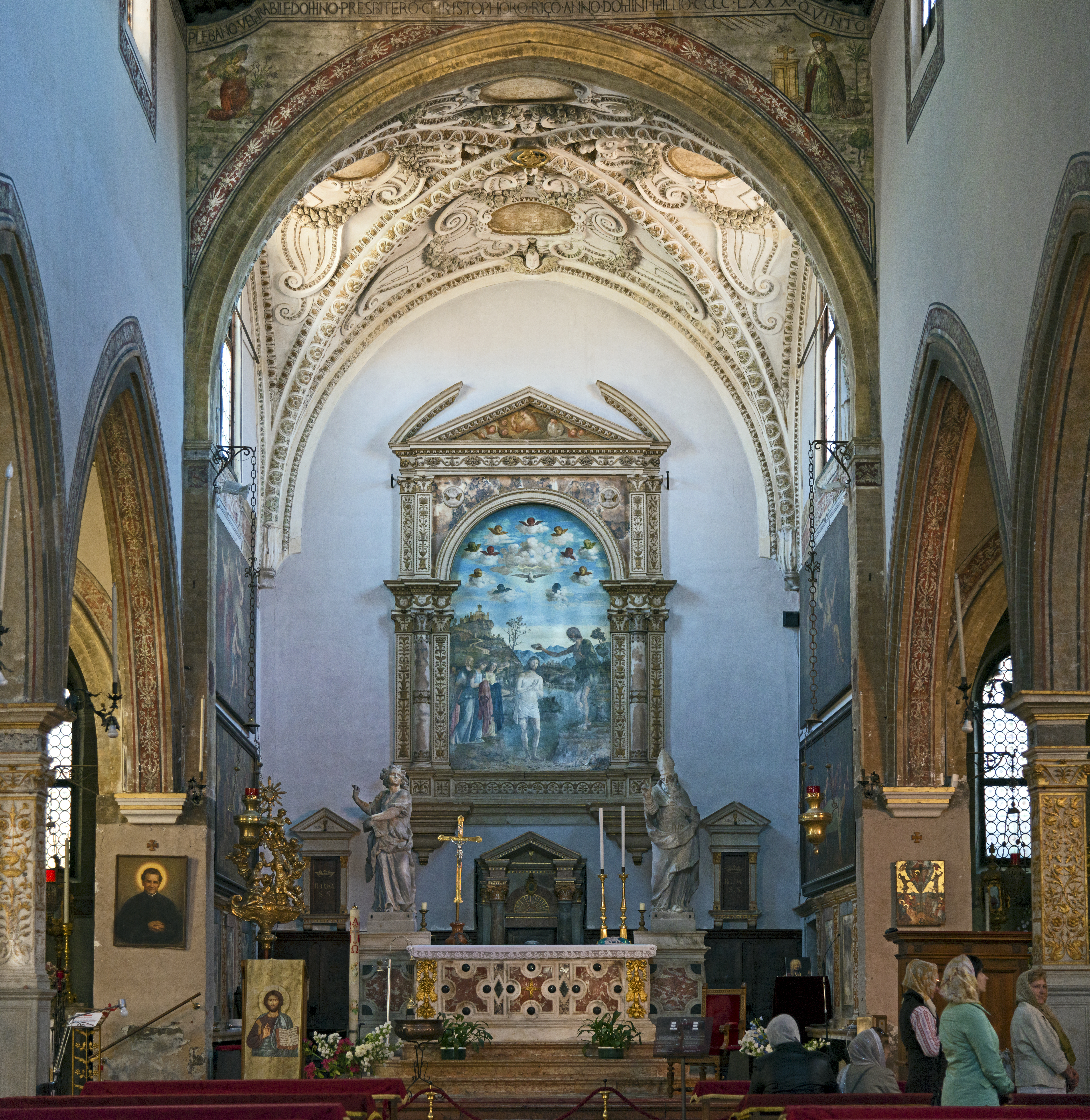
Vue du chœur
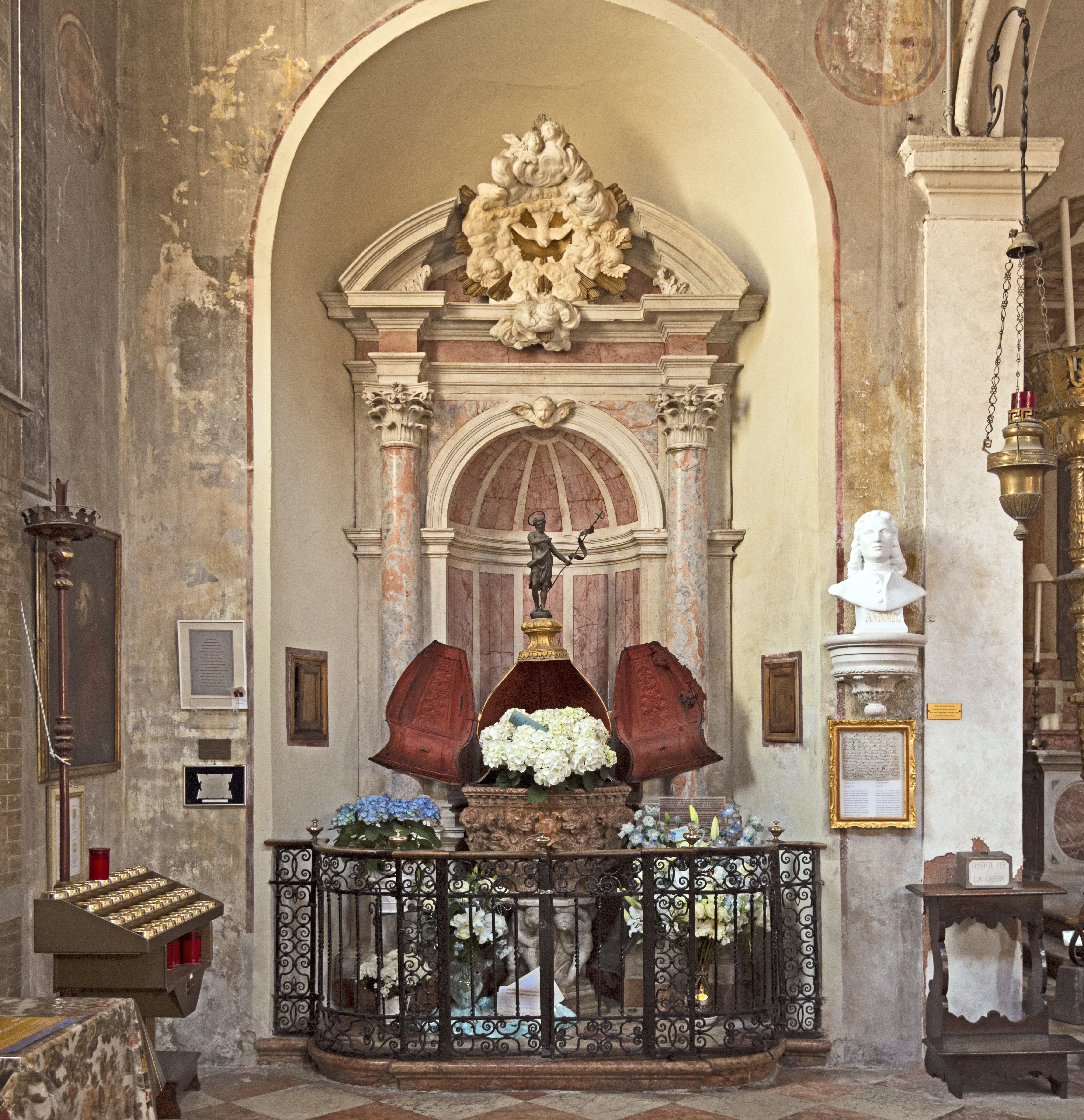
Les fonts baptismaux
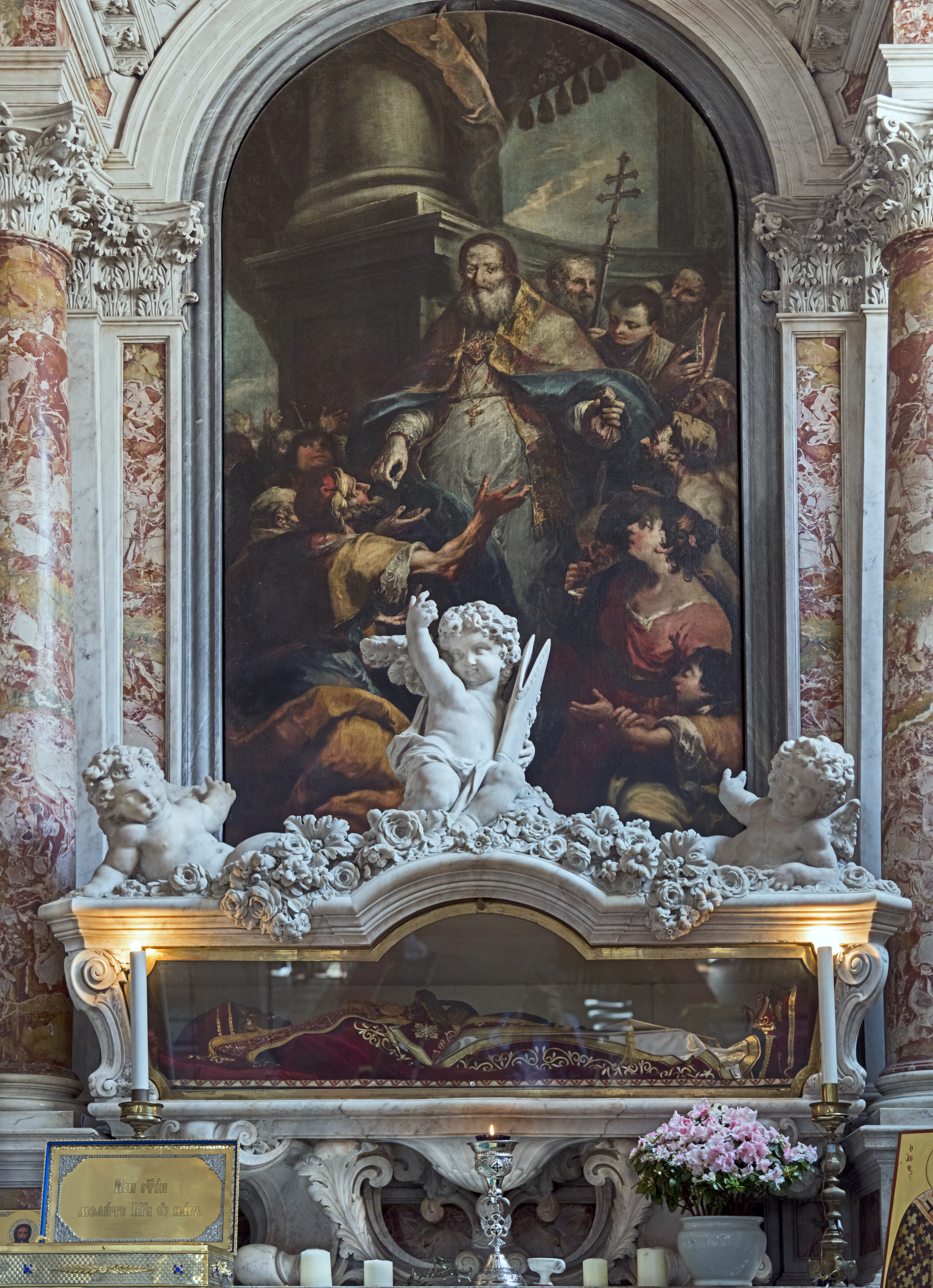
Monument funéraire de Jean le Miséricordieux par Anzolo Stae 1743.

### Intérieur
Cima da Conegliano
- Le Baptême du Christ, 1494, bois, 350 × 210 cm[1]
- Constantin et Sainte Hélène au côté de la Croix  1501-1503
- Trois Histoires de la Vraie Croix.

Alvise Vivarini
- Madonna col Bambino, 1485-90
- Cristo benedicente, 1497
- Cristo risorto, 1497-98

Bartolomeo Vivarini
- Triptyque de la Vierge à l'enfant avec saint Jean-Baptiste et saint André, 1478

Palma le Jeune
- Le Lavement des pieds (1591-1592), toile, 163 × 378 cm[2]

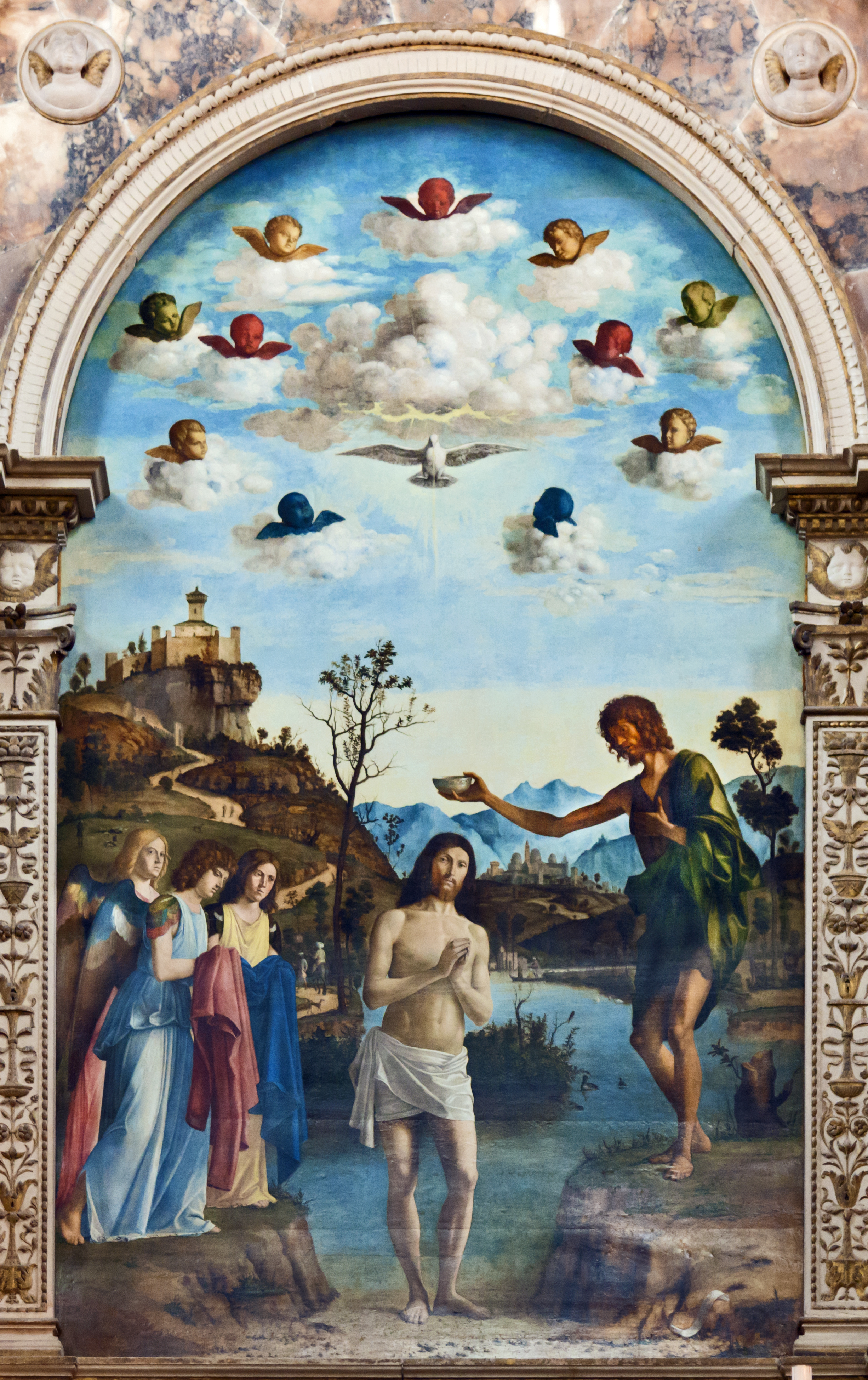
Cima da Conegliano, Le Baptême du Christ
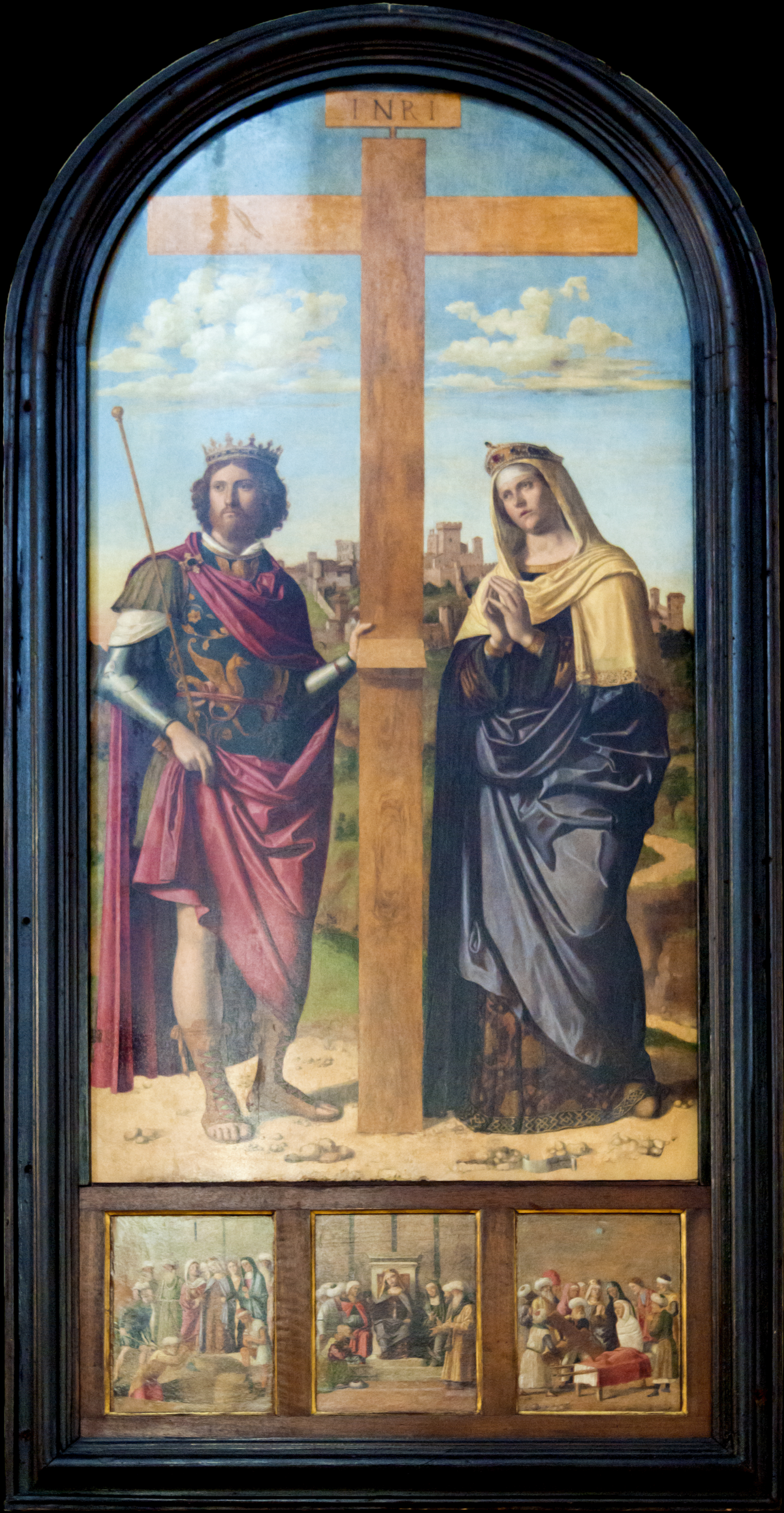
Cima da Conegliano, Sant'Elena e Costantino ai lati della Croce
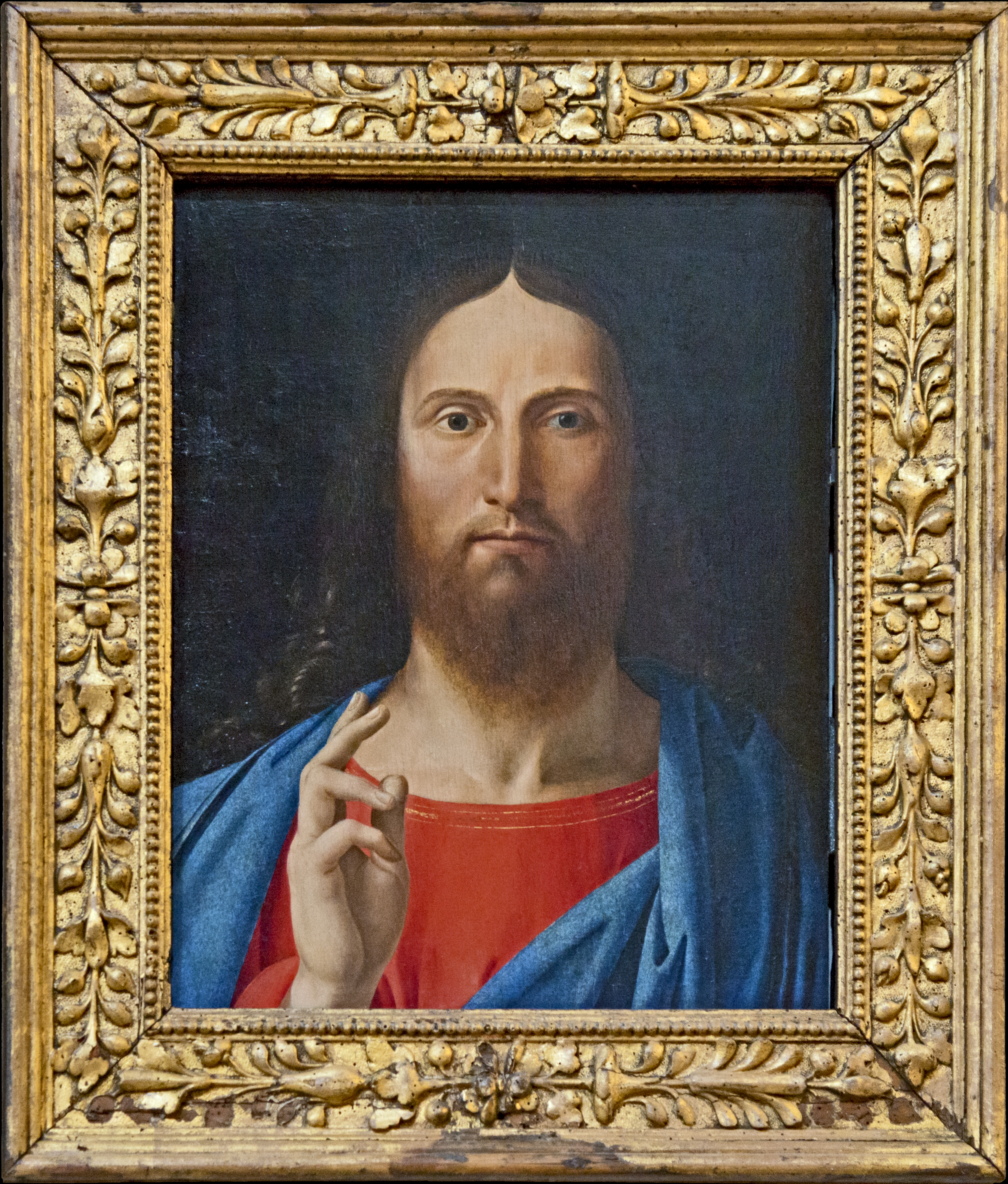
Alvise Vivarini, Cristo benedicente
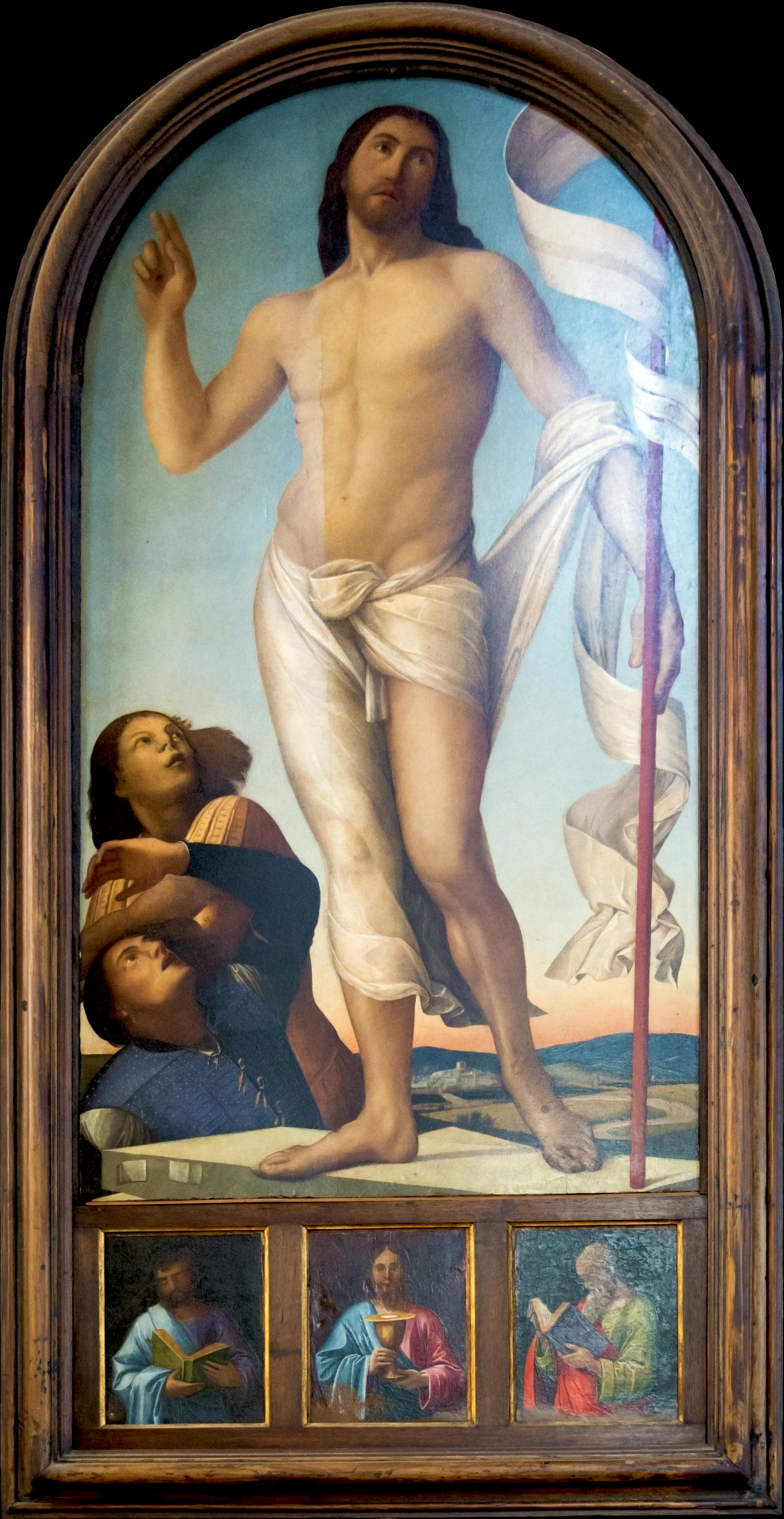
Alvise Vivarini, Cristo risorto
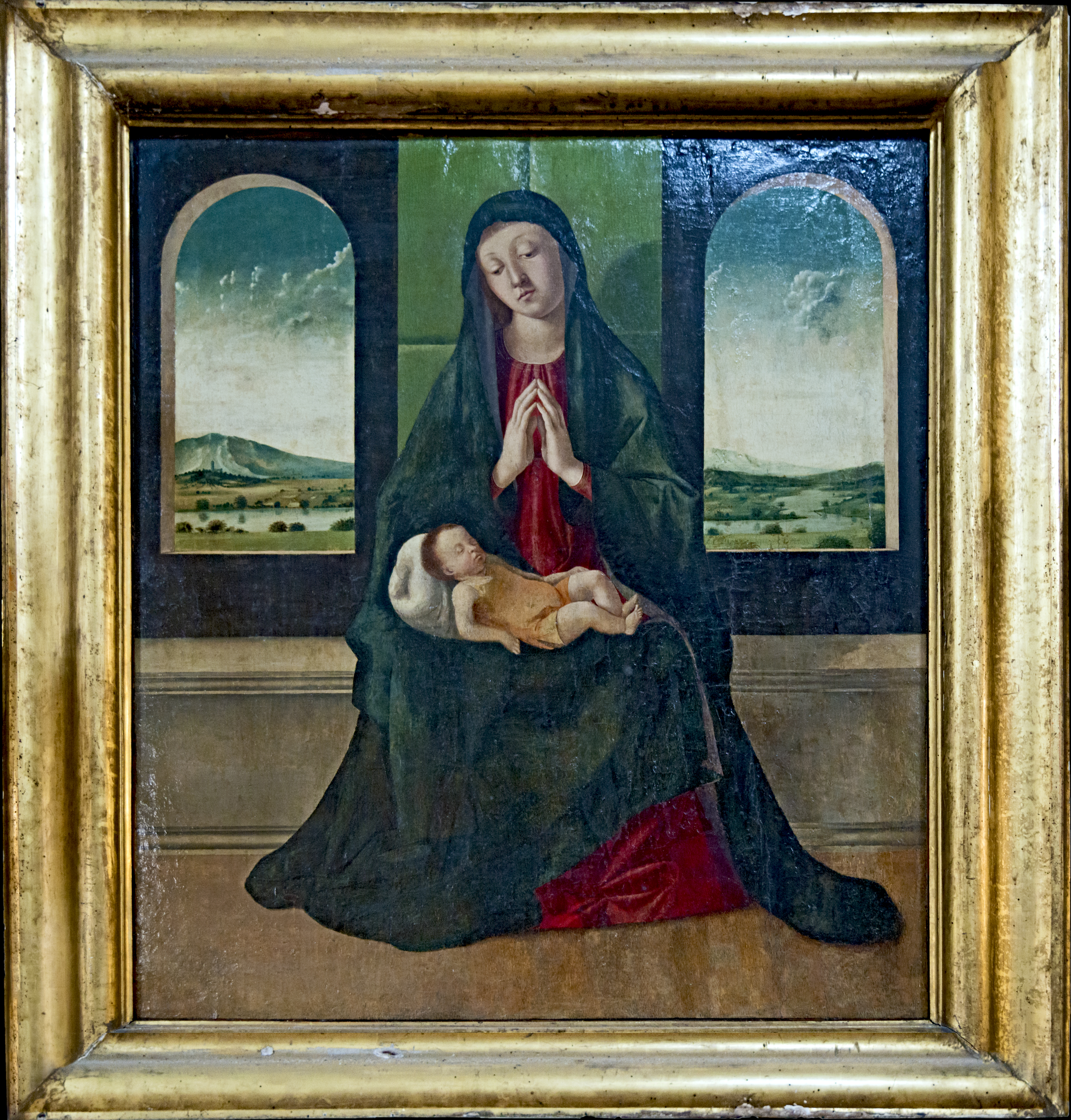
Alvise Vivarini, Madonna col Bambino
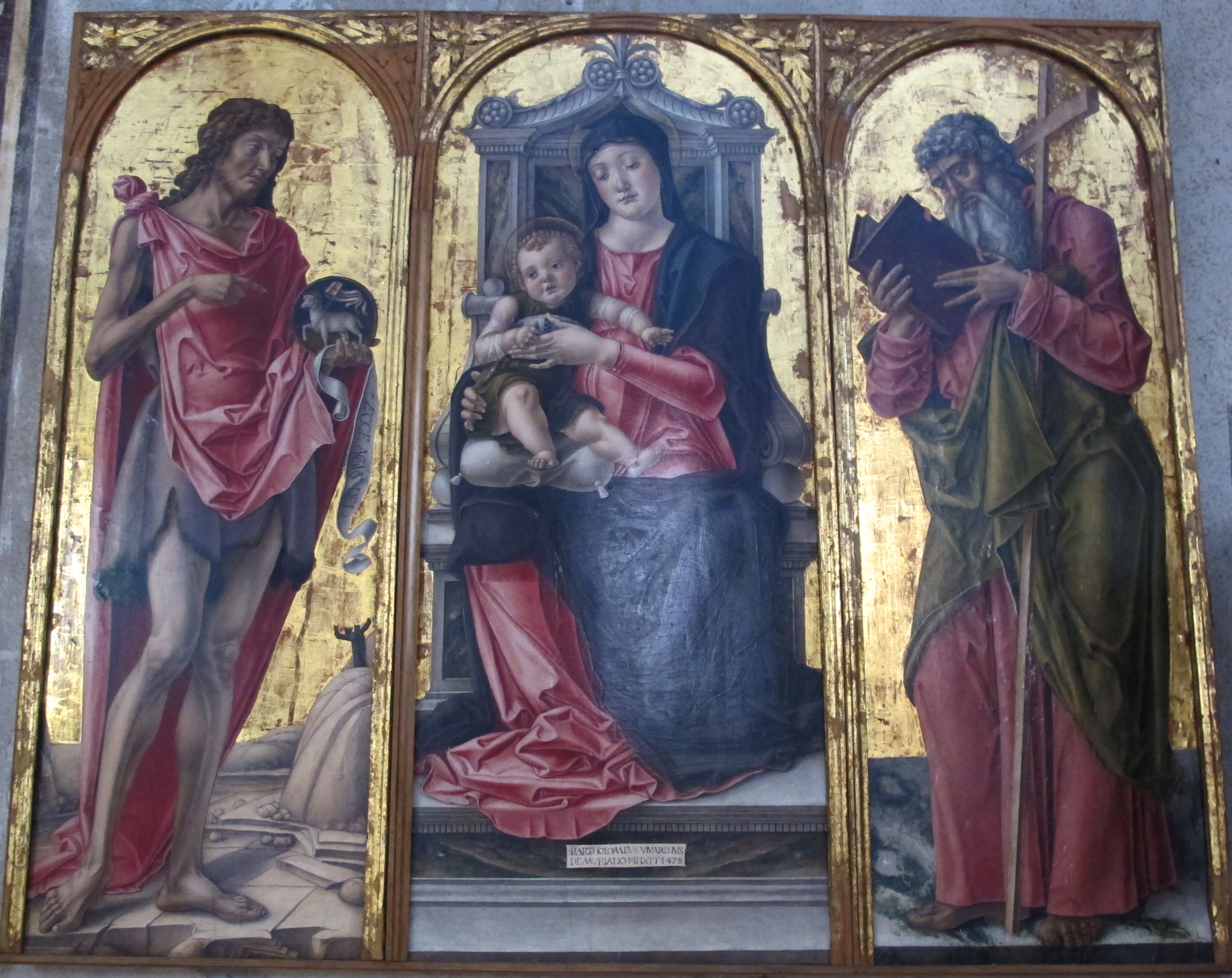
Bartolomeo Vivarini, Madonna col Bambino e Santi